# Кашина Бјанка (Комо)
Кашина Бјанка је насеље у Италији у округу Комо, региону Ломбардија.
Према процени из 2011. у насељу је живело 61 становника. Насеље се налази на надморској висини од 355 м.